# Dachsammer
Die Dachsammer (Zonotrichia leucophrys) ist eine amerikanische Singvogelart.

## Merkmale
Ausgewachsene Dachsammern sind etwa 18 cm lang und
zeichnen sich durch schwarze und weiße Streifen auf dem Oberkopf aus. Der Rest des Kopfes sowie die Brust sind grau, das Gefieder auf der Oberseite ist braun gestreift.  Dachsammern haben einen langen braunen Schwanz.  Der Schnabel ist entweder rosa oder gelb.  Diese Vögel sind leicht mit der Weißkehlammer zu verwechseln, Dachsammern fehlen aber der gelbliche Überaugenstreif und der weiße Fleck am Hals.

## Fortpflanzung
Dachsammern brüten im Gebüsch, Hecken und Dickichten im Norden Kanadas und dem Westen der USA.  In ihr Nest, das sich nahe am oder auf dem Boden unter Büschen befindet, legen die Vögel 3–5 braun-gefleckte grau- oder grün-blaue Eier.
Die Einschränkungen des sozialen Lebens in San Francisco während der COVID-19-Pandemie haben zu einer Reduzierung der Lärmverschmutzung auf das Niveau des Jahres 1954 geführt. Die Dachsammer-Männchen reagierten schnell auf diese geänderten Umweltbedingungen und „schrien nicht mehr gegen den Lärm an“, so dass der Gesang für Weibchen durch sanfteres Tschilpen und einer verbesserten Bandbreite attraktiver wurde.

## Unterarten
Die fünf derzeit bekannten Unterarten der Dachsammer (pugetensis, gambelii, nuttalli, oriantha, and leucophrys)  unterscheiden sich in Zugverhalten und Brutvorkommen.  Während die Nuttalli-Unterart permanent in Kalifornien bleibt, zieht die Gambels-Unterart während der Sommermonate zum Brüten bis an den  Polarkreis.  Im Allgemeinen überwintern die nördliche lebende Vögeln der Dachsammern im Süden der USA. Sehr selten verirrt sich der Vogel nach Westeuropa.

## Verhalten

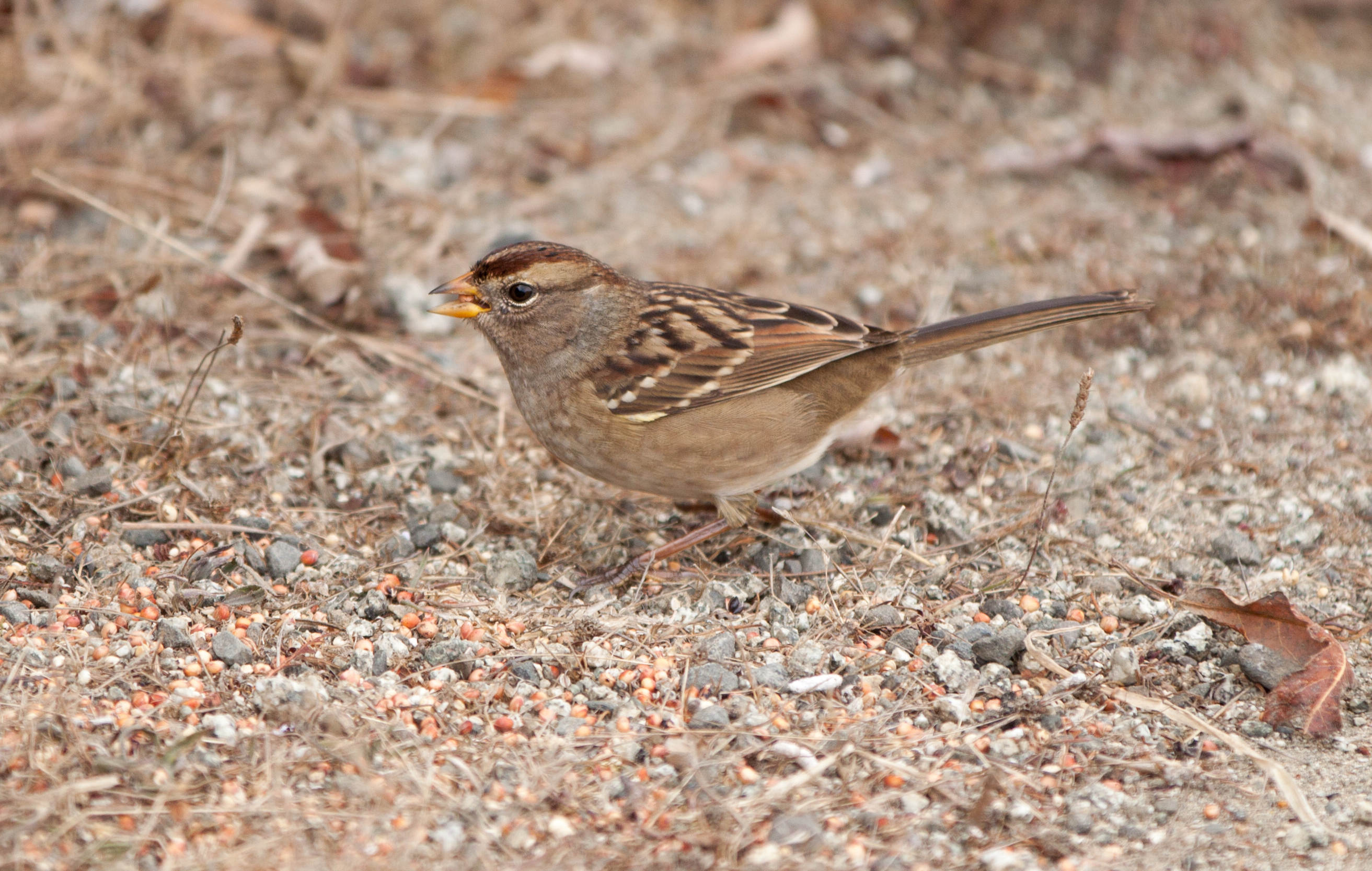
Dachsammer im Immatgefieder bei der Nahrungssuche am Boden.

Diese Ammer sucht am Boden im Dickicht nach Insekten und Samen, jagt aber gelegentlich in kurzen Flügen in der Luft nach Insekten. Im Winter suchen die Vögel gemeinsam in kleineren Schwärmen nach Nahrung.
Der Ruf der Dachsammer kennt viele Dialekte, der der Pugetensis-Unterart klingt ähnlich wie  "You can't come and catch me!" (Du kannst mich nicht fangen).